# NRP Lima (1933)
NRP Lima – portugalski niszczyciel z dwudziestolecia międzywojennego, jeden z siedmiu niszczycieli typu Douro. Okręt został zwodowany 29 maja 1933 roku w brytyjskiej stoczni Yarrow Shipbuilders w Glasgow, a w skład Marinha Portuguesa wszedł 12 października 1933 roku. Jednostka, modernizowana w latach 40. i 50. XX wieku, została skreślona z listy floty 16 października 1965 roku.

## Projekt i budowa
NRP „Lima” był jednym z pięciu portugalskich niszczycieli typu Douro (po sprzedaży jednostki prototypowej Kolumbii zwanego też typem Vouga), które zamówiono na podstawie 10-letniego planu rozbudowy floty z 1930 roku. Projekt okrętu powstał w 1931 roku w brytyjskiej stoczni Yarrow Shipbuilders, która na mocy podpisanego 12 czerwca 1931 roku kontraktu zbudowała dwie jednostki i wyprodukowała siłownie dla wszystkich niszczycieli . Stocznia wzorowała się na wprowadzonym do służby w 1927 roku brytyjskim niszczycielu HMS „Ambuscade”, lekko modyfikując uzbrojenie i przystosowując okręt do stawiania min . 
„Lima” zbudowany został w stoczni Yarrow w Glasgow (numer budowy 1625) . Stępkę okrętu położono 16 października 1931 roku, został zwodowany 29 maja 1933 roku, a ukończono go 12 października 1933 roku . Jednostka otrzymała tradycyjną dla niszczycieli portugalskich nazwę, pochodzącą od rzek – w tym przypadku rzeki Lima oraz oznaczenie burtowe „L” .

## Dane taktyczno-techniczne
„Lima” był średniej wielkości niszczycielem, z klasyczną dla niszczycieli okresu międzywojennego architekturą – uskokiem kadłuba w ⅓ długości, odkrytym od góry pomostem bojowym, dwoma kominami i dwoma masztami. Długość całkowita wynosiła 98,45 metra (93,57 metra między pionami), szerokość 9,45 metra i średnie zanurzenie 3,35 metra. Wysokość metacentryczna wynosiła 4,93 metra. Wyporność standardowa wynosiła 1219 ton, a pełna 1563 tony. Okręt napędzany był przez umieszczone na śródokręciu dwa zestawy turbin parowych systemu Parsonsa z przekładniami Curtissa o łącznej mocy 33 000 KM, do których parę (o ciśnieniu 28 at) dostarczały trzy wodnorurkowe kotły Yarrow . Dwa wały napędowe poruszały dwoma trójłopatowymi śrubami, obracającymi się na zewnątrz od płaszczyzny symetrii okrętu. Prędkość maksymalna wynosiła 36 węzłów. Okręt zabierał 296 ton mazutu (maksymalnie 345 ton), co zapewniało zasięg maksymalny 3500 Mm przy prędkości ekonomicznej 15 węzłów .
Głównym uzbrojeniem artyleryjskim były cztery pojedyncze działa kalibru 120 mm (4,7 cala) Vickers–Armstrong Mark IX L/45, osłonięte maskami przeciwodłamkowymi (jedno na pokładzie dziobowym, jedno w superpozycji na nadbudówce dziobowej, jedno na pokładzie rufowym i jedno na nadbudówce rufowej, także w superpozycji), z zapasem 140 sztuk amunicji o masie 22,7 kg na lufę. Masa całkowita działa wynosiła 3400 kg, długość 5,6 metra, szybkostrzelność 12 strz./min, prędkość wylotowa pocisku 915 m/s, a maksymalna donośność 19 500 metrów (przy kącie podniesienia lufy 45°). Broń przeciwlotniczą stanowiły trzy pojedyncze dwufuntowe działka przeciwlotnicze Vickers kal. 40 mm Mark VIII L/39, z zapasem 1500 pocisków o masie 0,916 kg na lufę, umieszczone na rufowym pokładzie ochronnym (dwa) i między kominami (jedno) . Masa działka wynosiła 279 kg, prędkość wylotowa pocisku 610 m/s, maksymalny kąt podniesienia lufy 85°, donośność maksymalna 7160 metrów, a pułap 4300 metrów. Uzbrojenie uzupełniały dwa poczwórne aparaty torpedowe kal. 533 mm (21 cali), dwa miotacze bomb głębinowych z zapasem 12 bomb oraz 20 min . 
Zarówno broń artyleryjska, jak i torpedowa dysponowały systemami kierowania ogniem, wspomagane dwoma dalmierzami Vickersa, umieszczonymi na dachu pomostu: o bazie 3 metrów dla dział kal. 120 mm i 4-metrowym dla działek przeciwlotniczych. Wyposażenie uzupełniały trzy reflektory, system sygnalizacji podwodnej, echosonda, żyrokompas, radiostacja, dwie szalupy, kuter roboczy oraz dwie tratwy ratunkowe. 
W momencie wejścia do służby załoga okrętu składała się ze 127 oficerów, podoficerów i marynarzy.

## Służba
Po zakończeniu budowy i odbiorze niszczyciel wyruszył w drogę do kraju, osiągając go 11 stycznia 1934 roku. 2 grudnia 1937 roku „Lima” zderzył się na Tagu ze starą fregatą-hulkiem „Dom Fernando II e Glória”, odnosząc lekkie uszkodzenia. 3 stycznia 1939 roku okręt podczas sztormu zerwał się z kotwicy i został wyrzucony na brzeg w okolicy Cruz Quebrada, ściągnięty po kilku dniach przez holowniki. Po wybuchu II wojny światowej, mimo neutralności, okręt wraz z innymi niszczycielami uczestniczył w patrolach wzdłuż wybrzeża oraz pomiędzy Azorami i Maderą. Pod koniec 1941 roku „Lima” podjął 33 rozbitków z brytyjskiego statku „Ashby” o pojemności 4868 BRT, który został storpedowany 30 listopada na południe od Azorów przez niemieckiego U-Boota U-43. W dniach 7–8 lipca 1942 roku niszczyciel uratował 83 rozbitków z brytyjskiego statku „Avila Star” (14 443 BRT), który 6 lipca został storpedowany na wschód od Azorów przez U-201. Trzecia udana akcja ratunkowa miała miejsce na południe od Azorów 28 stycznia 1943 roku, kiedy to okręt wyłowił 48 rozbitków z amerykańskiego statku „City of Flint” (4963 BRT) (zatopionego 25 stycznia przez U-575) i 70 ocalałych z drugiego amerykańskiego statku „Julia Ward Howe” o pojemności 7176 BRT, storpedowanego 27 stycznia przez U-442. Dwa dni później okręt stoczył ciężką walkę ze sztormem i ledwo uniknął zatonięcia, gdyż przechyły boczne dochodziły do 67°. 20 listopada 1943 roku „Lima” doznał poważnych uszkodzeń po kolizji z brytyjskim statkiem „Finland” na Tagu, a 8 maja 1944 roku nieopodal Setúbal zderzył się z okrętem podwodnym „Delfim”, uszkadzając mu peryskop.
W latach 1943–1944 dokonano wzmocnienia uzbrojenia przeciwlotniczego okrętu, montując trzy pojedyncze działka Oerlikon 20 mm L/70 (dwa po bokach pomostu, a jedno za drugim kominem), jak również dodano na rufie dwie zrzutnie bomb głębinowych i zamontowano ASDIC  . Kolejną, poważną modernizację jednostki przeprowadzono w latach 1946–1949 w Wielkiej Brytanii (na mocy kontraktu na remont pięciu bliźniaczych niszczycieli o łącznej wartości 1,4 mln £, podpisanego ze stoczniami Yarrow i Vickers–Armstrong): wzmocniono przedni maszt, usunięto przedni poczwórny aparat torpedowy (przenosząc na jego miejsce działko kal. 40 mm, uprzednio umieszczone między kominami), wyremontowano kotły i turbiny, skrócono tylny komin, usunięto 3-metrowy dalmierz, zamontowano natomiast radionamiernik, radary Typ 293 i 291M, dalocelownik artyleryjski Typ 285P4 oraz 10 tratw ratunkowych. W wyniku modernizacji wyporność standardowa wzrosła do 1238 ton (pełna do 1563 ton), a liczebność załogi do 184 osób.
1 czerwca 1949 roku niszczyciel uczestniczył w kolizji z brytyjskim zbiornikowcem RFA „Black Ranger”, który został uszkodzony. W 1951 lub 1952 roku okręt otrzymał nowy numer taktyczny NATO – D333. 28 października 1957 roku podczas wizyty w Wielkiej Brytanii „Lima”, „Tejo” i „Vouga”, płynąc w eskorcie slupu „Bartolomeu Dias” z prezydentem Francisco Craveiro Lopesem na pokładzie, weszły na wysokości Greenwich na mieliznę, nie odnosząc poważniejszych uszkodzeń. W latach 1957–1959 w lizbońskiej stoczni CUF niszczyciel przeszedł ostatnią już modernizację, która objęła demontaż dwóch umieszczonych w superpozycji dział kal. 120 mm i instalację w ich miejsce trzylufowego miotacza Squid kal. 305 mm (na dziobie) oraz podwójnego stanowiska działek przeciwlotniczych Bofors kal. 40 mm L/60 (na rufie). Wymieniono też wyposażenie radioelektroniczne okrętu, m.in. radar Typ 291M zastąpiono nowszym MLA1, zamontowano nowy sprzęt łączności oraz utworzono bojowe centrum informacji (CIC).
Na początku lat 60. „Lima” wziął udział w zabezpieczaniu operacji w związku z walkami narodowowyzwoleńczymi w koloniach portugalskich: Angoli i Gwinei Portugalskiej. Okręt został skreślony z listy floty 16 października 1965 roku, po 32 latach służby.